# Per Olof Sundman
Per Olof Sundman (ur. 4 września 1922 w Vaxholm, zm. 9 października 1992 w Sztokholmie) – szwedzki pisarz i polityk. 
Przez większość życia mieszkał w Jämtland. Tam też umieścił akcję swojej pierwszej książki, wydanego w 1957 roku zbioru opowiadań Jägarna. Znaczny rozgłos przyniosła mu, wydana w 1967 roku, powieść Podróż napowietrzna pana inżyniera Andrée, próba zrekonstruowania historii wyprawy balonowej Andréego. Książka została uhonorowana Nagrodą literacką Rady Nordyckiej w 1968 roku, a jej adaptacja filmowa Lot orła, zrealizowana w 1982 przez Jana Troella z Maxem von Sydowem w roli Salomona Andréego była nominowana do Oscara w 1983 roku w kategorii najlepszy film nieanglojęzyczny. 
W latach 1969–1979 był posłem do Riksdagu. 

## Wybrana twórczość
- Jägarna (1957)
- Dochodzenie (Undersökningen, 1958, tłumaczenie na język polski Karol Sawicki)
- Ekspedycja (Expeditionen, 1962, tłumaczenie na język polski Zygmunt Łanowski, ISBN 83-07-00991-X)
- Dwa dni, dwie noce (Två dagar, två nätter, 1965, tłumaczenie na język polski Zygmunt Łanowski)
- Podróż napowietrzna pana inżyniera Andrée (Ingenjör Andrées luftfärd, 1967, tłumaczenie na język polski Zygmunt Łanowski)
- Opowieść o Såmie (Berättelsen om Såm, 1977, tłumaczenie na język polski Maria Olszańska,  ISBN 83-07-01478-6)
- Ocean Lodowaty (Ishav, 1982, tłumaczenie na język polski Halina Thylwe, ISBN 83-207-1144-4)